# Resolutie 1943 Veiligheidsraad Verenigde Naties
Resolutie 1943 van de Veiligheidsraad van de Verenigde Naties werd op 13 oktober 2010 met unanimiteit aangenomen door de VN-Veiligheidsraad. De resolutie autoriseerde de ISAF-macht van de NAVO in Afghanistan opnieuw voor een jaar.

## Achtergrond
In 1979 werd Afghanistan bezet door de Sovjet-Unie, die vervolgens werd bestreden door Afghaanse krijgsheren. Toen de Sovjets zich in 1988 terugtrokken raakten ze echter slaags met elkaar. In het begin van de jaren 1990 kwamen ook de Taliban op. In september 1996 namen die de hoofdstad Kabul in. Tegen het einde van het decennium hadden ze het grootste deel van het land onder controle en riepen ze een streng islamitische staat uit.
In 2001 verklaarden de Verenigde Staten met bondgenoten hun de oorlog en moesten ze zich terugtrekken, waarna een interim-regering werd opgericht. Die stond onder leiding van Hamid Karzai die in 2004 tot president werd verkozen.

## Inhoud

### Waarnemingen
De Veiligheidsraad sprak opnieuw zijn steun uit voor internationale inspanningen om terrorisme uit te roeien. Hij erkende ook dat de Afghaanse autoriteiten uiteindelijk verantwoordelijk waren voor de ordehandhaving in het land en benadrukte dat de ISAF meehielp om de veiligheidssituatie te verbeteren.
Vooruitgang op het vlak van veiligheid, bestuur, mensenrechten, ordehandhaving, ontwikkeling, anti-drugsbeleid, anti-corruptie en aansprakelijkheid waren allen met elkaar verbonden. Deze verantwoordelijkheden zouden middels een overgangsproces van de NAVO op de Afghaanse autoriteiten overgedragen worden.
Met dat doel voor ogen worden ook de Afghaanse veiligheidsdiensten door de internationale gemeenschap opgeleid en begeleid. Ook de VN zullen hun rol blijven spelen om vrede en stabiliteit te brengen in Afghanistan.
Intussen was men wel bezorgd om het toegenomen geweld en terrorisme in het land van de kant van de Taliban, Al Qaida en gewapende groepen, alsook over de sterkere band tussen terreur en drugs. De Afghaanse overheid moest daarom de strijd tegen drugshandel voortzetten.
De steun aan Afghanistan, de ISAF en de coalitie van Operatie Enduring Freedom om de veiligheid te verhogen en de dreiging van de Taliban, Al Qaida en andere terreurgroepen tegen te gaan werd nogmaals herhaald.
De aanvallen op de bevolking en Afghaanse en buitenlandse troepen, alsook het gebruik van burgers als menselijk schild, werden ten stelligste veroordeeld. Men was ook erg bezorgd over het hoge aantal burgerdoden, vooral de vrouwen en kinderen, die voornamelijk door de extremistische groepen veroorzaakt werden, al had ISAF dit aantal al kunnen terugdringen. Verder was men bezorgd over het gebruik van kinderen door de Taliban.

### Handelingen
De autorisatie van de ISAF-macht werd met twaalf maanden verlengd, tot 13 oktober 2011. De deelnemende landen mochten ook alle nodige maatregelen treffen om het mandaat ervan ten uitvoer te brengen. Ze werden ook opgeroepen meer personeel en materiaal bij te dragen om ISAF te versterken. De ISAF en andere partners werden ook gevraagd Afghaanse veiligheidsdiensten te blijven opleiden en versterken.

## Verwante resoluties
- Resolutie 1890 Veiligheidsraad Verenigde Naties (2009)
- Resolutie 1917 Veiligheidsraad Verenigde Naties
- Resolutie 1974 Veiligheidsraad Verenigde Naties (2011)
- Resolutie 1988 Veiligheidsraad Verenigde Naties (2011)

Lijst ·  1908 ·  1909 ·  1910 ·  1911 ·  1912 ·  1913 ·  1914 ·  1915 ·  1916 ·  1917 ·  1918 ·  1919 ·  1920 ·  1921 ·  1922 ·  1923 ·  1924 ·  1925 ·  1926 ·  1927 ·  1928 ·  1929 ·  1930 ·  1931 ·  1932 ·  1933 ·  1934 ·  1935 ·  1936 ·  1937 ·  1938 ·  1939 ·  1940 ·  1941 ·  1942 ·  1943 ·  1944 ·  1945 ·  1946 ·  1947 ·  1948 ·  1949 ·  1950 ·  1951 ·  1952 ·  1953 ·  1954 ·  1955 ·  1956 ·  1957 ·  1958 ·  1959 ·  1960 ·  1961 ·  1962 ·  1963 ·  1964 ·  1965 ·  1966